# Nokere Koerse 1974
La Nokere Koerse 1974, ventinovesima edizione della corsa, si svolse il 20 marzo per un percorso con partenza ed arrivo a Nokere. Fu vinta dal belga Freddy Maertens della squadra Carpenter-Confortluxe-Flandria davanti all'italiano Pierino Gavazzi e all'altro belga Ronald De Witte.

## Ordine d'arrivo (Top 10)
| Pos. | Corridore              | Squadra                        | Tempo    |
| ---- | ---------------------- | ------------------------------ | -------- |
| 1    | Freddy Maertens        | Carpenter-Confortluxe-Flandria | 3h36'00" |
| 2    | Pierino Gavazzi        | Jollj Ceramica                 | s.t.     |
| 3    | Ronald De Witte        | Carpenter-Confortluxe-Flandria | a 15"    |
| 4    | Wilfried David         | Carpenter-Confortluxe-Flandria | a 20"    |
| 5    | Gustaaf Van Roosbroeck | M.I.C.-Ludo-De Gribaldy        | s.t.     |
| 6    | René Pijnen            | Ti-Raleigh                     | s.t.     |
| 7    | Jacques Martin         | Molteni                        | s.t.     |
| 8    | André Dierickx         | Merlin Plage-Shimano-Flandria  | s.t.     |
| 9    | José Vanackere         | Carpenter-Confortluxe-Flandria | s.t.     |
| 10   | Alessio Antonini       | Jollj Ceramica                 | s.t.     |